# Phase finale de la Ligue Europa 2013-2014
Cet article présente les résultats détaillés de la phase finale de l'édition 2013-2014 de la Ligue Europa.

## Qualification
Participent à la phase finale
- les douze vainqueurs de groupe de Ligue Europa ;
- les douze deuxièmes de groupes de Ligue Europa ;
- les huit troisièmes de groupe repêchés de la Ligue des Champions.

## Tirage au sort
| Rang | Équipe           | Pts | J | G | N | P | Bp | Bc | Diff |
| ---- | ---------------- | --- | - | - | - | - | -- | -- | ---- |
| 1    | SSC Naples       | 12  | 6 | 4 | 0 | 2 | 10 | 9  | +1   |
| 2    | Benfica Lisbonne | 10  | 6 | 3 | 1 | 2 | 8  | 8  | 0    |
| 3    | Chakhtar Donetsk | 8   | 6 | 2 | 2 | 2 | 7  | 6  | +1   |
| 4    | FC Bâle          | 8   | 6 | 2 | 2 | 2 | 5  | 6  | -1   |
| 5    | Ajax Amsterdam   | 8   | 6 | 2 | 2 | 2 | 5  | 8  | -3   |
| 6    | Juventus         | 6   | 6 | 1 | 3 | 2 | 9  | 9  | 0    |
| 7    | FC Porto         | 5   | 6 | 1 | 2 | 3 | 4  | 7  | -3   |
| 8    | Viktoria Plzeň   | 3   | 6 | 1 | 0 | 5 | 6  | 17 | -11  |

Le tirage est réalisé de sorte que les équipes d'une même association ou d'un même groupe du tirage au sort ne se rencontrent pas. De même, les têtes de série doivent affronter des non-têtes de série et les recevoir lors du match retour, la liste des participants étant divisée en têtes de série et non-têtes de série selon :
- qu'une équipe provenant de la phase de groupe de Ligue Europa ait terminé première ou deuxième de son groupe ;
- qu'une équipe provenant de la phase de groupe de Ligue des Champions fasse partie des quatre meilleurs au classement des troisièmes (cf tableau ci-contre).

La liste des équipes de cette phase finale :
| Participent à la phase finale (32) | Participent à la phase finale (32)  | Participent à la phase finale (32) |
|                                    | Têtes de série                      | Non-têtes de série                 |
| Groupe                             | Vainqueur de groupe de Ligue Europa | Deuxième de groupe de Ligue Europa |
| ---------------------------------- | ----------------------------------- | ---------------------------------- |
| A                                  | Valence CF                          | Swansea City                       |
| B                                  | Ludogorets Razgrad                  | Tchernomorets Odessa               |
| C                                  | Red Bull Salzbourg                  | Esbjerg fB                         |
| D                                  | Rubin Kazan                         | NK Maribor                         |
| E                                  | Fiorentina                          | FK Dnipro                          |
| F                                  | Eintracht Francfort                 | Maccabi Tel-Aviv                   |
| G                                  | KRC Genk                            | Dynamo Kiev                        |
| H                                  | Séville FC                          | Slovan Liberec                     |
| I                                  | Olympique lyonnais                  | Betis Séville                      |
| J                                  | Trabzonspor                         | Lazio Rome                         |
| K                                  | Tottenham Hotspur                   | Anji Makhatchkala                  |
| L                                  | AZ Alkmaar                          | PAOK Salonique                     |
|                                    | Repêché de Ligue des Champions      | Repêché de Ligue des Champions     |
|                                    | SSC Naples                          | Ajax Amsterdam                     |
|                                    | Benfica Lisbonne                    | Juventus                           |
|                                    | Chakhtar Donetsk                    | FC Porto                           |
|                                    | FC Bâle                             | Viktoria Plzeň                     |

La phase finale de la Ligue Europa 2013-2014 commence le 20 février 2014 avec les 1/16 de finale et se termine le 14 mai 2014 avec la finale au Juventus Stadium à Turin, en Italie.
Tous les tirages au sort se sont déroulés à Nyon, en Suisse.
| Tour                | Date du tirage au sort | Aller                                  | Retour                                 |
| ------------------- | ---------------------- | -------------------------------------- | -------------------------------------- |
| Seizièmes de finale | 16 décembre 2013       | 20 février 2014                        | 27 février 2014                        |
| Huitièmes de finale | 16 décembre 2013       | 13 mars 2014                           | 20 mars 2014                           |
| Quarts de finale    | 21 mars 2014           | 3 avril 2014                           | 10 avril 2014                          |
| Demi-finales        | 11 avril 2014          | 24 avril 2014                          | 1er mai 2014                           |
| Finale              | 11 avril 2014          | 14 mai 2014 au Juventus Stadium, Turin | 14 mai 2014 au Juventus Stadium, Turin |

## Seizièmes de finale
Les matchs aller se jouent le 20 février et les matchs retour le 27 février 2014.
| Équipe 1             | Résultat | Équipe 2            | Aller | Retour |
| -------------------- | -------- | ------------------- | ----- | ------ |
| Tchernomorets Odessa | 0 - 1    | Olympique lyonnais  | 0 - 0 | 0 - 1  |
| FK Dnipro            | 2 - 3    | Tottenham Hotspur   | 1 - 0 | 1 - 3  |
| Juventus             | 4 - 0    | Trabzonspor         | 2 - 0 | 2 - 0  |
| Esbjerg fB           | 1 - 4    | Fiorentina          | 1 - 3 | 1 - 1  |
| Anji Makhatchkala    | 2 - 0    | KRC Genk            | 0 - 0 | 2 - 0  |
| Dynamo Kiev          | 0 - 2    | Valence CF          | 0 - 2 | 0 - 0  |
| PAOK Salonique       | 0 - 4    | Benfica Lisbonne    | 0 - 1 | 0 - 3  |
| Slovan Liberec       | 1 - 2    | AZ Alkmaar          | 0 - 1 | 1 - 1  |
| Betis Séville        | 3 - 1    | Rubin Kazan         | 1 - 1 | 2 - 0  |
| Swansea City         | 1 - 3    | SSC Naples          | 0 - 0 | 1 - 3  |
| NK Maribor           | 3 - 4    | Séville FC          | 2 - 2 | 1 - 2  |
| Viktoria Plzeň       | 3 - 2    | Chakhtar Donetsk    | 1 - 1 | 2 - 1  |
| Lazio Rome           | 3 - 4    | Ludogorets Razgrad  | 0 - 1 | 3 - 3  |
| Ajax Amsterdam       | 1 - 6    | Red Bull Salzbourg  | 0 - 3 | 1 - 3  |
| Maccabi Tel-Aviv     | 0 - 3    | FC Bâle             | 0 - 0 | 0 - 3  |
| FC Porto             | E5 - 5   | Eintracht Francfort | 2 - 2 | 3 - 3  |

| 20 février 2014 | Tchernomorets Odessa | 0 - 0   | Olympique lyonnais | Stade Tchernomorets, Odessa                    |                                                |
| 19 h 00         |                      | (0 - 0) |                    | Spectateurs : 28 456 Arbitrage : Craig Thomson | Spectateurs : 28 456 Arbitrage : Craig Thomson |
| 19 h 00         | Rapport              |         |                    | Spectateurs : 28 456 Arbitrage : Craig Thomson | Spectateurs : 28 456 Arbitrage : Craig Thomson |

| 27 février 2014 | Olympique lyonnais | 1 - 0   | Tchernomorets Odessa | Stade de Gerland, Lyon                              |                                                     |
| 21 h 05         | Lacazette 80e      | (0 - 0) |                      | Spectateurs : 25 039 Arbitrage : Aleksandar Stavrev | Spectateurs : 25 039 Arbitrage : Aleksandar Stavrev |
| 21 h 05         | Rapport            |         |                      | Spectateurs : 25 039 Arbitrage : Aleksandar Stavrev | Spectateurs : 25 039 Arbitrage : Aleksandar Stavrev |

| 20 février 2014 | FK Dnipro              | 1 - 0   | Tottenham Hotspur | Dnipro Arena, Dnipropetrovsk                         |                                                      |
| 19 h 00         | Konoplyanka 81e (pen.) | (0 - 0) |                   | Spectateurs : 22 356 Arbitrage : Antonio Mateu Lahoz | Spectateurs : 22 356 Arbitrage : Antonio Mateu Lahoz |
| 19 h 00         | Rapport                |         |                   | Spectateurs : 22 356 Arbitrage : Antonio Mateu Lahoz | Spectateurs : 22 356 Arbitrage : Antonio Mateu Lahoz |

| 27 février 2014 | Tottenham Hotspur              | 3 - 1   | FK Dnipro   | White Hart Lane, Londres                        |                                                 |
| 21 h 05         | Eriksen 56e · Adebayor 65e 69e | (0 - 0) | 48e Zozulya | Spectateurs : 34 815 Arbitrage : Antony Gautier | Spectateurs : 34 815 Arbitrage : Antony Gautier |
| 21 h 05         | Rapport                        |         |             | Spectateurs : 34 815 Arbitrage : Antony Gautier | Spectateurs : 34 815 Arbitrage : Antony Gautier |

| 20 février 2014 | Juventus                  | 2 - 0   | Trabzonspor | Juventus Stadium, Turin                           |                                                   |
| 19 h 00         | Osvaldo 16e · Pogba 90+4e | (1 - 0) |             | Spectateurs : 35 436 Arbitrage : Aleksei Kulbakov | Spectateurs : 35 436 Arbitrage : Aleksei Kulbakov |
| 19 h 00         | Rapport                   |         |             | Spectateurs : 35 436 Arbitrage : Aleksei Kulbakov | Spectateurs : 35 436 Arbitrage : Aleksei Kulbakov |

| 27 février 2014 | Trabzonspor | 0 - 2   | Juventus                | Hüseyin Avni Aker, Trabzon                      |                                                 |
| 21 h 05         |             | (0 - 2) | 18e Vidal · 33e Osvaldo | Spectateurs : 20 686 Arbitrage : Pavel Královec | Spectateurs : 20 686 Arbitrage : Pavel Královec |
| 21 h 05         | Rapport     |         |                         | Spectateurs : 20 686 Arbitrage : Pavel Královec | Spectateurs : 20 686 Arbitrage : Pavel Královec |

| 20 février 2014 | Esbjerg fB | 1 - 3   | Fiorentina                                  | Blue Water Arena, Esbjerg                       |                                                 |
| 19 h 00         | Pušić 10e  | (1 - 3) | 9e Matri · 15e Iličič · 37e (pen.) Aquilani | Spectateurs : 11 033 Arbitrage : Sergei Karasev | Spectateurs : 11 033 Arbitrage : Sergei Karasev |
| 19 h 00         | Rapport    |         |                                             | Spectateurs : 11 033 Arbitrage : Sergei Karasev | Spectateurs : 11 033 Arbitrage : Sergei Karasev |

| 27 février 2014 | Fiorentina | 1 - 1   | Esbjerg fB        | Stade Artemio-Franchi, Florence                   |                                                   |
| 21 h 05         | Iličič 47e | (0 - 0) | 90+1e Vestergaard | Spectateurs : 13 815 Arbitrage : Marijo Strahonja | Spectateurs : 13 815 Arbitrage : Marijo Strahonja |
| 21 h 05         | Rapport    |         |                   | Spectateurs : 13 815 Arbitrage : Marijo Strahonja | Spectateurs : 13 815 Arbitrage : Marijo Strahonja |

| 20 février 2014 | Anji Makhatchkala | 0 - 0   | KRC Genk | Saturn Stadium, Ramenskoïe                 |                                            |
| 18 h 00         |                   | (0 - 0) |          | Spectateurs : 3 168 Arbitrage : Alon Yefet | Spectateurs : 3 168 Arbitrage : Alon Yefet |
| 18 h 00         | Rapport           |         |          | Spectateurs : 3 168 Arbitrage : Alon Yefet | Spectateurs : 3 168 Arbitrage : Alon Yefet |

| 27 février 2014 | KRC Genk | 0 - 2   | Anji Makhatchkala                | Cristal Arena, Genk                           |                                               |
| 21 h 05         |          | (0 - 0) | 64e (csc) Tshimanga · 71e Aliyev | Spectateurs : 10 176 Arbitrage : Manuel Gräfe | Spectateurs : 10 176 Arbitrage : Manuel Gräfe |
| 21 h 05         | Rapport  |         |                                  | Spectateurs : 10 176 Arbitrage : Manuel Gräfe | Spectateurs : 10 176 Arbitrage : Manuel Gräfe |

| 20 février 2014 | Dynamo Kiev | 0 - 2   | Valence CF                  | Stade GSP, Nicosie                          |                                             |
| 19 h 00         |             | (0 - 0) | 79e Vargas · 90+1e Feghouli | Spectateurs : 3 711 Arbitrage : Liran Liany | Spectateurs : 3 711 Arbitrage : Liran Liany |
| 19 h 00         | Rapport     |         |                             | Spectateurs : 3 711 Arbitrage : Liran Liany | Spectateurs : 3 711 Arbitrage : Liran Liany |

| 27 février 2014 | Valence CF | 0 - 0   | Dynamo Kiev | Estadio de Mestalla, Valence                   |                                                |
| 21 h 05         |            | (0 - 0) |             | Spectateurs : 26 261 Arbitrage : Deniz Aytekin | Spectateurs : 26 261 Arbitrage : Deniz Aytekin |
| 21 h 05         | Rapport    |         |             | Spectateurs : 26 261 Arbitrage : Deniz Aytekin | Spectateurs : 26 261 Arbitrage : Deniz Aytekin |

| 20 février 2014 | PAOK Salonique | 0 - 1   | Benfica Lisbonne | Stade de Toúmba, Thessalonique                  |                                                 |
| 19 h 00         |                | (0 - 0) | 59e Lima         | Spectateurs : 24 670 Arbitrage : Wolfgang Stark | Spectateurs : 24 670 Arbitrage : Wolfgang Stark |
| 19 h 00         | Rapport        |         |                  | Spectateurs : 24 670 Arbitrage : Wolfgang Stark | Spectateurs : 24 670 Arbitrage : Wolfgang Stark |

| 27 février 2014 | Benfica Lisbonne                            | 3 - 0   | PAOK Salonique | Estádio da Luz, Lisbonne                          |                                                   |
| 21 h 05         | Gaitán 70e · Lima 78e (pen.) · Marković 79e | (0 - 0) |                | Spectateurs : 31 058 Arbitrage : Szymon Marciniak | Spectateurs : 31 058 Arbitrage : Szymon Marciniak |
| 21 h 05         | Rapport                                     |         |                | Spectateurs : 31 058 Arbitrage : Szymon Marciniak | Spectateurs : 31 058 Arbitrage : Szymon Marciniak |

| 20 février 2014 | Slovan Liberec | 0 - 1   | AZ Alkmaar    | Stadion u Nisy, Liberec                         |                                                 |
| 19 h 00         |                | (0 - 0) | 89e Viergever | Spectateurs : 6 790 Arbitrage : Alexandru Tudor | Spectateurs : 6 790 Arbitrage : Alexandru Tudor |
| 19 h 00         | Rapport        |         |               | Spectateurs : 6 790 Arbitrage : Alexandru Tudor | Spectateurs : 6 790 Arbitrage : Alexandru Tudor |

| 27 février 2014 | AZ Alkmaar    | 1 - 1   | Slovan Liberec | AFAS Stadion, Alkmaar                         |                                               |
| 21 h 05         | Viergever 19e | (1 - 0) | 72e Budnik     | Spectateurs : 10 166 Arbitrage : Serhiy Boiko | Spectateurs : 10 166 Arbitrage : Serhiy Boiko |
| 21 h 05         | Rapport       |         |                | Spectateurs : 10 166 Arbitrage : Serhiy Boiko | Spectateurs : 10 166 Arbitrage : Serhiy Boiko |

| 20 février 2014 | Betis Séville | 1 - 1   | Rubin Kazan         | Stade Benito-Villamarín, Séville                |                                                 |
| 21 h 05         | Dídac Vilà 3e | (1 - 0) | 74e (pen.) Eremenko | Spectateurs : 11 825 Arbitrage : Serge Gumienny | Spectateurs : 11 825 Arbitrage : Serge Gumienny |
| 21 h 05         | Rapport       |         |                     | Spectateurs : 11 825 Arbitrage : Serge Gumienny | Spectateurs : 11 825 Arbitrage : Serge Gumienny |

| 27 février 2014 | Rubin Kazan | 0 - 2   | Betis Séville         | Stade Rubin, Kazan                             |                                                |
| 19 h 00         |             | (0 - 1) | 45e Nono · 64e Castro | Spectateurs : 5 102 Arbitrage : Michael Oliver | Spectateurs : 5 102 Arbitrage : Michael Oliver |
| 19 h 00         | Rapport     |         |                       | Spectateurs : 5 102 Arbitrage : Michael Oliver | Spectateurs : 5 102 Arbitrage : Michael Oliver |

| 20 février 2014 | Swansea City | 0 - 0   | SSC Naples | Liberty Stadium, Swansea                    |                                             |
| 21 h 05         |              | (0 - 0) |            | Spectateurs : 19 567 Arbitrage : Ivan Bebek | Spectateurs : 19 567 Arbitrage : Ivan Bebek |
| 21 h 05         | Rapport      |         |            | Spectateurs : 19 567 Arbitrage : Ivan Bebek | Spectateurs : 19 567 Arbitrage : Ivan Bebek |

| 27 février 2014 | SSC Naples                              | 3 - 1   | Swansea City  | Stadio San Paolo, Naples                        |                                                 |
| 19 h 00         | Insigne 17e · Higuaín 78e · Inler 90+3e | (1 - 1) | 30e de Guzmán | Spectateurs : 31 121 Arbitrage : Ovidiu Haţegan | Spectateurs : 31 121 Arbitrage : Ovidiu Haţegan |
| 19 h 00         | Rapport                                 |         |               | Spectateurs : 31 121 Arbitrage : Ovidiu Haţegan | Spectateurs : 31 121 Arbitrage : Ovidiu Haţegan |

| 20 février 2014 | NK Maribor              | 2 - 2   | Séville FC              | Stadion Ljudski vrt, Maribor                |                                             |
| 21 h 05         | Tavares 33e · Vršič 81e | (1 - 0) | 47e Gameiro · 72e Fazio | Spectateurs : 12 700 Arbitrage : István Vad | Spectateurs : 12 700 Arbitrage : István Vad |
| 21 h 05         | Rapport                 |         |                         | Spectateurs : 12 700 Arbitrage : István Vad | Spectateurs : 12 700 Arbitrage : István Vad |

| 27 février 2014 | Séville FC              | 2 - 1   | NK Maribor  | Stade Ramón-Sánchez-Pizjuán, Séville        |                                             |
| 19 h 00         | Reyes 42e · Gameiro 59e | (1 - 0) | Vršič 90+2e | Spectateurs : 21 562 Arbitrage : Luca Banti | Spectateurs : 21 562 Arbitrage : Luca Banti |
| 19 h 00         | Rapport                 |         |             | Spectateurs : 21 562 Arbitrage : Luca Banti | Spectateurs : 21 562 Arbitrage : Luca Banti |

| 20 février 2014 | Viktoria Plzeň | 1 - 1   | Chakhtar Donetsk | Doosan Arena, Plzeň                                 |                                                     |
| 21 h 05         | Tecl 62e       | (0 - 0) | 65e Luiz Adriano | Spectateurs : 11 179 Arbitrage : Tasos Sidiropoulos | Spectateurs : 11 179 Arbitrage : Tasos Sidiropoulos |
| 21 h 05         | Rapport        |         |                  | Spectateurs : 11 179 Arbitrage : Tasos Sidiropoulos | Spectateurs : 11 179 Arbitrage : Tasos Sidiropoulos |

| 27 février 2014 | Chakhtar Donetsk | 1 - 2   | Viktoria Plzeň           | Donbass Arena, Donetsk                           |                                                  |
| 19 h 00         | Luiz Adriano 88e | (0 - 2) | 29e Kolář · 33e Petržela | Spectateurs : 36 729 Arbitrage : Paul van Boekel | Spectateurs : 36 729 Arbitrage : Paul van Boekel |
| 19 h 00         | Rapport          |         |                          | Spectateurs : 36 729 Arbitrage : Paul van Boekel | Spectateurs : 36 729 Arbitrage : Paul van Boekel |

| 20 février 2014 | Lazio Rome | 0 - 1   | Ludogorets Razgrad | Stade olympique, Rome                        |                                              |
| 21 h 05         |            | (0 - 1) | 45e Bezjak         | Spectateurs : 7 459 Arbitrage : Felix Zwayer | Spectateurs : 7 459 Arbitrage : Felix Zwayer |
| 21 h 05         | Rapport    |         |                    | Spectateurs : 7 459 Arbitrage : Felix Zwayer | Spectateurs : 7 459 Arbitrage : Felix Zwayer |

| 27 février 2014 | Ludogorets Razgrad                               | 3 - 3   | Lazio Rome                        | Stade national Vassil-Levski, Sofia                   |                                                       |
| 19 h 00         | Bezjak 67e · Zlatinski 78e · Juninho Quixadá 88e | (0 - 1) | Baldé 1re · Perea 54e · Klose 82e | Spectateurs : 28 742 Arbitrage : Olegário Benquerença | Spectateurs : 28 742 Arbitrage : Olegário Benquerença |
| 19 h 00         | Rapport                                          |         |                                   | Spectateurs : 28 742 Arbitrage : Olegário Benquerença | Spectateurs : 28 742 Arbitrage : Olegário Benquerença |

| 20 février 2014 | Ajax Amsterdam | 0 - 3   | Red Bull Salzbourg                | Amsterdam ArenA, Amsterdam                      |                                                 |
| 21 h 05         |                | (0 - 3) | 14e (pen.) 35e Soriano · 21e Mané | Spectateurs : 51 240 Arbitrage : Clément Turpin | Spectateurs : 51 240 Arbitrage : Clément Turpin |
| 21 h 05         | Rapport        |         |                                   | Spectateurs : 51 240 Arbitrage : Clément Turpin | Spectateurs : 51 240 Arbitrage : Clément Turpin |

| 27 février 2014 | Red Bull Salzbourg                               | 3 - 1   | Ajax Amsterdam | Red Bull Arena, Salzbourg                          |                                                    |
| 19 h 00         | van der Hoorn 56e (csc) · Mané 66e · Soriano 77e | (0 - 0) | 82e Klaassen   | Spectateurs : 29 320 Arbitrage : Paolo Tagliavento | Spectateurs : 29 320 Arbitrage : Paolo Tagliavento |
| 19 h 00         | Rapport                                          |         |                | Spectateurs : 29 320 Arbitrage : Paolo Tagliavento | Spectateurs : 29 320 Arbitrage : Paolo Tagliavento |

| 20 février 2014 | Maccabi Tel-Aviv | 0 - 0   | FC Bâle | Bloomfield Stadium, Tel-Aviv                              |                                                           |
| 21 h 05         |                  | (0 - 0) |         | Spectateurs : 13 519 Arbitrage : David Fernández Borbalán | Spectateurs : 13 519 Arbitrage : David Fernández Borbalán |
| 21 h 05         | Rapport          |         |         | Spectateurs : 13 519 Arbitrage : David Fernández Borbalán | Spectateurs : 13 519 Arbitrage : David Fernández Borbalán |

| 27 février 2014 | FC Bâle                        | 3 - 0   | Maccabi Tel-Aviv | Parc Saint-Jacques, Bâle                    |                                             |
| 19 h 00         | Stocker 17e · Streller 60e 71e | (1 - 0) |                  | Spectateurs : 15 212 Arbitrage : Ivan Bebek | Spectateurs : 15 212 Arbitrage : Ivan Bebek |
| 19 h 00         | Rapport                        |         |                  | Spectateurs : 15 212 Arbitrage : Ivan Bebek | Spectateurs : 15 212 Arbitrage : Ivan Bebek |

| 20 février 2014 | FC Porto                  | 2 - 2   | Eintracht Francfort           | Estádio do Dragão, Porto                   |                                            |
| 21 h 05         | Quaresma 44e · Varela 48e | (1 - 0) | 72e Joselu · 77e (csc) Sandro | Spectateurs : 25 107 Arbitrage : Matej Jug | Spectateurs : 25 107 Arbitrage : Matej Jug |
| 21 h 05         | Rapport                   |         |                               | Spectateurs : 25 107 Arbitrage : Matej Jug | Spectateurs : 25 107 Arbitrage : Matej Jug |

| 27 février 2014 | Eintracht Francfort        | 3 - 3   | FC Porto                     | Commerzbank-Arena, Francfort-sur-le-Main       |                                                |
| 19 h 00         | Aigner 37e · Meier 52e 76e | (1 - 0) | 58e 71e Mangala · 86e Ghilas | Spectateurs : 48 000 Arbitrage : Bjorn Kuipers | Spectateurs : 48 000 Arbitrage : Bjorn Kuipers |
| 19 h 00         | Rapport                    |         |                              | Spectateurs : 48 000 Arbitrage : Bjorn Kuipers | Spectateurs : 48 000 Arbitrage : Bjorn Kuipers |

## Huitièmes de finale
Les matchs aller se jouent le 13 mars et les matchs retour, le 20 mars 2014.
| Équipe 1           | Résultat       | Équipe 2           | Aller | Retour |
| ------------------ | -------------- | ------------------ | ----- | ------ |
| AZ Alkmaar         | 1 - 0          | Anji Makhatchkala  | 1 - 0 | 0 - 0  |
| Ludogorets Razgrad | 0 - 4          | Valence CF         | 0 - 3 | 0 - 1  |
| FC Porto           | 3 - 2          | SSC Naples         | 1 - 0 | 2 - 2  |
| Olympique lyonnais | 5 - 3          | Viktoria Plzeň     | 4 - 1 | 1 - 2  |
| Séville FC         | 2 - 2 4 - 3tab | Betis Séville      | 0 - 2 | 2 - 0  |
| Tottenham Hotspur  | 3 - 5          | Benfica Lisbonne   | 1 - 3 | 2 - 2  |
| FC Bâle            | 2 - 1          | Red Bull Salzbourg | 0 - 0 | 2 - 1  |
| Juventus           | 2 - 1          | Fiorentina         | 1 - 1 | 1 - 0  |

| 13 mars 2014 | AZ Alkmaar            | 1 - 0   | Anji Makhatchkala | AFAS Stadion, Alkmaar                          |                                                |
| 21h05        | Jóhannsson 29e (pen.) | (1 - 0) |                   | Spectateurs : 9 653 Arbitrage : Daniele Orsato | Spectateurs : 9 653 Arbitrage : Daniele Orsato |
| 21h05        | Rapport               |         |                   | Spectateurs : 9 653 Arbitrage : Daniele Orsato | Spectateurs : 9 653 Arbitrage : Daniele Orsato |

| 20 mars 2014 | Anji Makhatchkala | 0 - 0   | AZ Alkmaar | Saturn Stadium, Ramenskoïe                    |                                               |
| 18h00        |                   | (0 - 0) |            | Spectateurs : 3 896 Arbitrage : Craig Thomson | Spectateurs : 3 896 Arbitrage : Craig Thomson |
| 18h00        | Rapport           |         |            | Spectateurs : 3 896 Arbitrage : Craig Thomson | Spectateurs : 3 896 Arbitrage : Craig Thomson |

| 13 mars 2014 | Ludogorets Razgrad | 0 - 3   | Valence CF                                | Stade national Vassil-Levski, Sofia             |                                                 |
| 19h00        |                    | (0 - 2) | 5e Barragán · 33e Cartabia · 58e Senderos | Spectateurs : 41 085 Arbitrage : Clément Turpin | Spectateurs : 41 085 Arbitrage : Clément Turpin |
| 19h00        | Rapport            |         |                                           | Spectateurs : 41 085 Arbitrage : Clément Turpin | Spectateurs : 41 085 Arbitrage : Clément Turpin |

| 20 mars 2014 | Valence CF  | 1 - 0   | Ludogorets Razgrad | Estadio de Mestalla, Valence                             |                                                          |
| 19h00        | Alcácer 59e | (0 - 0) |                    | Spectateurs : 18 429 Arbitrage : Anastasios Sidiropoulos | Spectateurs : 18 429 Arbitrage : Anastasios Sidiropoulos |
| 19h00        | Rapport     |         |                    | Spectateurs : 18 429 Arbitrage : Anastasios Sidiropoulos | Spectateurs : 18 429 Arbitrage : Anastasios Sidiropoulos |

| 13 mars 2014 | FC Porto     | 1 - 0   | SSC Naples | Estádio do Dragão, Porto                        |                                                 |
| 19h00        | Martínez 57e | (0 - 0) |            | Spectateurs : 25 520 Arbitrage : Pavel Královec | Spectateurs : 25 520 Arbitrage : Pavel Královec |
| 19h00        | Rapport      |         |            | Spectateurs : 25 520 Arbitrage : Pavel Královec | Spectateurs : 25 520 Arbitrage : Pavel Královec |

| 20 mars 2014 | SSC Naples                | 2 - 2   | FC Porto                  | Stadio San Paolo, Naples                         |                                                  |
| 21h05        | Pandev 21e · Zapata 90+2e | (1 - 0) | 69e Ghilas · 76e Quaresma | Spectateurs : 54 145 Arbitrage : Martin Atkinson | Spectateurs : 54 145 Arbitrage : Martin Atkinson |
| 21h05        | Rapport                   |         |                           | Spectateurs : 54 145 Arbitrage : Martin Atkinson | Spectateurs : 54 145 Arbitrage : Martin Atkinson |

| 13 mars 2014 | Olympique lyonnais                           | 4 - 1   | Viktoria Plzeň | Stade de Gerland, Lyon                       |                                              |
| 21h05        | Fofana 12e 70e · Lacazette 53e · Mvuemba 61e | (1 - 1) | 2e Hořava      | Spectateurs : 28 248 Arbitrage : Mateu Lahoz | Spectateurs : 28 248 Arbitrage : Mateu Lahoz |
| 21h05        | Rapport                                      |         |                | Spectateurs : 28 248 Arbitrage : Mateu Lahoz | Spectateurs : 28 248 Arbitrage : Mateu Lahoz |

| 20 mars 2014 | Viktoria Plzeň       | 2 - 1   | Olympique lyonnais | Doosan Arena, Plzeň                               |                                                   |
| 19h00        | Kolář 60e · Tecl 62e | (0 - 1) | 45e Gomis          | Spectateurs : 10 352 Arbitrage : Szymon Marciniak | Spectateurs : 10 352 Arbitrage : Szymon Marciniak |
| 19h00        | Rapport              |         |                    | Spectateurs : 10 352 Arbitrage : Szymon Marciniak | Spectateurs : 10 352 Arbitrage : Szymon Marciniak |

| 13 mars 2014 | Séville FC | 0 - 2   | Betis Séville               | Stade Ramón-Sánchez-Pizjuán, Séville          |                                               |
| 21h05        |            | (0 - 1) | 15e Baptistão · 77e Sevilla | Spectateurs : 35 506 Arbitrage : Cüneyt Çakır | Spectateurs : 35 506 Arbitrage : Cüneyt Çakır |
| 21h05        | Rapport    |         |                             | Spectateurs : 35 506 Arbitrage : Cüneyt Çakır | Spectateurs : 35 506 Arbitrage : Cüneyt Çakır |

| 20 mars 2014 | Betis Séville                             | 0 - 2 a. p.       | Séville FC                                 | Stade Benito-Villamarín, Séville               |                                                |
| 21h05        |                                           | (0 - 1)           | 20e Reyes · 75e Bacca                      | Spectateurs : 48 000 Arbitrage : Pedro Proença | Spectateurs : 48 000 Arbitrage : Pedro Proença |
| 21h05        | Rapport                                   |                   |                                            | Spectateurs : 48 000 Arbitrage : Pedro Proença | Spectateurs : 48 000 Arbitrage : Pedro Proença |
| 21h05        | Castro · Sevilla · Amaya · N'Diaye · Nono | Tirs au but 3 - 4 | Vitolo · Coke · Gameiro · Moreno · Rakitić | Spectateurs : 48 000 Arbitrage : Pedro Proença | Spectateurs : 48 000 Arbitrage : Pedro Proença |

| 13 mars 2014 | Tottenham Hotspur | 1 - 3   | Benfica Lisbonne             | White Hart Lane, Londres                        |                                                 |
| 21h05        | Eriksen 64e       | (0 - 1) | 29e Rodrigo · 58e 83e Luisão | Spectateurs : 34 283 Arbitrage : Jonas Eriksson | Spectateurs : 34 283 Arbitrage : Jonas Eriksson |
| 21h05        | Rapport           |         |                              | Spectateurs : 34 283 Arbitrage : Jonas Eriksson | Spectateurs : 34 283 Arbitrage : Jonas Eriksson |

| 20 mars 2014 | Benfica Lisbonne              | 2 - 2   | Tottenham Hotspur | Estádio da Luz, Lisbonne                       |                                                |
| 19h00        | Garay 34e · Lima 90+5e (pen.) | (1 - 0) | 78e 79e Chadli    | Spectateurs : 40 990 Arbitrage : Damir Skomina | Spectateurs : 40 990 Arbitrage : Damir Skomina |
| 19h00        | Rapport                       |         |                   | Spectateurs : 40 990 Arbitrage : Damir Skomina | Spectateurs : 40 990 Arbitrage : Damir Skomina |

| 13 mars 2014 | FC Bâle | 0 - 0   | Red Bull Salzbourg | Parc Saint-Jacques, Bâle                        |                                                 |
| 19h00        |         | (0 - 0) |                    | Spectateurs : 17 027 Arbitrage : Ovidiu Haţegan | Spectateurs : 17 027 Arbitrage : Ovidiu Haţegan |
| 19h00        | Rapport |         |                    | Spectateurs : 17 027 Arbitrage : Ovidiu Haţegan | Spectateurs : 17 027 Arbitrage : Ovidiu Haţegan |

| 20 mars 2014 | Red Bull Salzbourg | 1 - 2   | FC Bâle                  | Red Bull Arena, Salzbourg                     |                                               |
| 21h05        | Soriano 22e        | (1 - 0) | 50e Streller · 60e Sauro | Spectateurs : 29 320 Arbitrage : Manuel Gräfe | Spectateurs : 29 320 Arbitrage : Manuel Gräfe |
| 21h05        | Rapport            |         |                          | Spectateurs : 29 320 Arbitrage : Manuel Gräfe | Spectateurs : 29 320 Arbitrage : Manuel Gräfe |

| 13 mars 2014 | Juventus | 1 - 1   | Fiorentina | Juventus Stadium, Turin                        |                                                |
| 21h05        | Vidal 3e | (1 - 0) | 79e Gómez  | Spectateurs : 39 610 Arbitrage : Björn Kuipers | Spectateurs : 39 610 Arbitrage : Björn Kuipers |
| 21h05        | Rapport  |         |            | Spectateurs : 39 610 Arbitrage : Björn Kuipers | Spectateurs : 39 610 Arbitrage : Björn Kuipers |

| 20 mars 2014 | Fiorentina | 0 - 1   | Juventus  | Stade Artemio-Franchi, Florence              |                                              |
| 19h00        |            | (0 - 0) | 71e Pirlo | Spectateurs : 32 633 Arbitrage : Howard Webb | Spectateurs : 32 633 Arbitrage : Howard Webb |
| 19h00        | Rapport    |         |           | Spectateurs : 32 633 Arbitrage : Howard Webb | Spectateurs : 32 633 Arbitrage : Howard Webb |

## Quarts de finale
| Équipe 1           | Résultat | Équipe 2         | Aller | Retour  |
| ------------------ | -------- | ---------------- | ----- | ------- |
| AZ Alkmaar         | 0 - 3    | Benfica Lisbonne | 0 - 1 | 0 - 2   |
| Olympique lyonnais | 1 - 3    | Juventus         | 0 - 1 | 1 - 2   |
| FC Bâle            | 3 - 5    | Valence CF       | 3 - 0 | 0 - 5ap |
| FC Porto           | 2 - 4    | Séville FC       | 1 - 0 | 1 - 4   |

| 3 avril 2014 | AZ Alkmaar | 0 - 1   | Benfica Lisbonne | AFAS Stadion, Alkmaar                              |                                                    |
| 21 h 05      |            | (0 - 0) | 48e Salvio       | Spectateurs : 16 906 Arbitrage : Svein Oddvar Moen | Spectateurs : 16 906 Arbitrage : Svein Oddvar Moen |
| 21 h 05      | Rapport    |         |                  | Spectateurs : 16 906 Arbitrage : Svein Oddvar Moen | Spectateurs : 16 906 Arbitrage : Svein Oddvar Moen |

| 10 avril 2014 | Benfica Lisbonne | 2 - 0   | AZ Alkmaar | Estádio da Luz, Lisbonne                        |                                                 |
| 21 h 05       | Rodrigo 39e 71e  | (1 - 0) |            | Spectateurs : 40 000 Arbitrage : Pavel Královec | Spectateurs : 40 000 Arbitrage : Pavel Královec |
| 21 h 05       | Rapport          |         |            | Spectateurs : 40 000 Arbitrage : Pavel Královec | Spectateurs : 40 000 Arbitrage : Pavel Královec |

| 3 avril 2014 | Olympique lyonnais | 0 - 1   | Juventus    | Stade de Gerland, Lyon                          |                                                 |
| 21 h 05      |                    | (0 - 0) | 85e Bonucci | Spectateurs : 37 084 Arbitrage : William Collum | Spectateurs : 37 084 Arbitrage : William Collum |
| 21 h 05      | Rapport            |         |             | Spectateurs : 37 084 Arbitrage : William Collum | Spectateurs : 37 084 Arbitrage : William Collum |

| 10 avril 2014 | Juventus                    | 2 - 1   | Olympique lyonnais | Juventus Stadium, Turin                                   |                                                           |
| 21 h 05       | Pirlo 4e · Umtiti 68e (csc) | (1 - 1) | 18e Briand         | Spectateurs : 40 710 Arbitrage : Alberto Undiano Mallenco | Spectateurs : 40 710 Arbitrage : Alberto Undiano Mallenco |
| 21 h 05       | Rapport                     |         |                    | Spectateurs : 40 710 Arbitrage : Alberto Undiano Mallenco | Spectateurs : 40 710 Arbitrage : Alberto Undiano Mallenco |

| 3 avril 2014 | FC Bâle                         | 3 - 0   | Valence CF | Parc Saint-Jacques, Bâle                                  |                                                           |
| 21 h 05      | Delgado 34e 38e · Stocker 90+1e | (2 - 0) |            | Spectateurs : 350 (huis-clos) Arbitrage : Martin Atkinson | Spectateurs : 350 (huis-clos) Arbitrage : Martin Atkinson |
| 21 h 05      | Rapport                         |         |            | Spectateurs : 350 (huis-clos) Arbitrage : Martin Atkinson | Spectateurs : 350 (huis-clos) Arbitrage : Martin Atkinson |

| 10 avril 2014 | Valence CF                                      | 5 - 0 a. p. | FC Bâle | Estadio de Mestalla, Valence                   |                                                |
| 21 h 05       | Alcácer 38e 70e 113e · Vargas 42e · Bernat 118e | (2 - 0)     |         | Spectateurs : 32 000 Arbitrage : Viktor Kassai | Spectateurs : 32 000 Arbitrage : Viktor Kassai |
| 21 h 05       | Rapport                                         |             |         | Spectateurs : 32 000 Arbitrage : Viktor Kassai | Spectateurs : 32 000 Arbitrage : Viktor Kassai |

| 3 avril 2014 | FC Porto    | 1 - 0   | Séville FC | Estádio do Dragão, Porto                        |                                                 |
| 21 h 05      | Mangala 31e | (1 - 0) |            | Spectateurs : 31 122 Arbitrage : Wolfgang Stark | Spectateurs : 31 122 Arbitrage : Wolfgang Stark |
| 21 h 05      | Rapport     |         |            | Spectateurs : 31 122 Arbitrage : Wolfgang Stark | Spectateurs : 31 122 Arbitrage : Wolfgang Stark |

| 10 avril 2014 | Séville FC                                               | 4 - 1   | FC Porto       | Stade Ramón-Sánchez-Pizjuán, Séville             |                                                  |
| 21 h 05       | Rakitić 5e (pen.) · Vitolo 26e · Bacca 29e · Gameiro 79e | (3 - 0) | 90+2e Quaresma | Spectateurs : 38 000 Arbitrage : Gianluca Rocchi | Spectateurs : 38 000 Arbitrage : Gianluca Rocchi |
| 21 h 05       | Rapport                                                  |         |                | Spectateurs : 38 000 Arbitrage : Gianluca Rocchi | Spectateurs : 38 000 Arbitrage : Gianluca Rocchi |

## Demi-finales
| Équipe 1         | Résultat | Équipe 2   | Aller | Retour |
| ---------------- | -------- | ---------- | ----- | ------ |
| Séville FC       | E3 - 3   | Valence CF | 2 - 0 | 1 - 3  |
| Benfica Lisbonne | 2 - 1    | Juventus   | 2 - 1 | 0 - 0  |

| 24 avril 2014 | Séville FC           | 2 - 0   | Valence CF | Stade Ramón-Sánchez-Pizjuán, Séville           |                                                |
| 21 h 05       | Mbia 33e · Bacca 36e | (2 - 0) |            | Spectateurs : 55 779 Arbitrage : Damir Skomina | Spectateurs : 55 779 Arbitrage : Damir Skomina |
| 21 h 05       | Rapport              |         |            | Spectateurs : 55 779 Arbitrage : Damir Skomina | Spectateurs : 55 779 Arbitrage : Damir Skomina |

| 1 mai 2014 | Valence CF                                  | 3 - 1   | Séville FC | Estadio de Mestalla, Valence                   |                                                |
| 21 h 05    | Feghouli 14e · Beto 26e (csc) · Mathieu 70e | (2 - 0) | 90+4e Mbia | Spectateurs : 48 000 Arbitrage : Milorad Mažić | Spectateurs : 48 000 Arbitrage : Milorad Mažić |
| 21 h 05    | Rapport                                     |         |            | Spectateurs : 48 000 Arbitrage : Milorad Mažić | Spectateurs : 48 000 Arbitrage : Milorad Mažić |

| 24 avril 2014 | Benfica Lisbonne    | 2 - 1   | Juventus  | Estádio da Luz, Lisbonne                      |                                               |
| 21 h 05       | Garay 3e · Lima 84e | (1 - 0) | 73e Tévez | Spectateurs : 45 500 Arbitrage : Cüneyt Çakır | Spectateurs : 45 500 Arbitrage : Cüneyt Çakır |
| 21 h 05       | Rapport             |         |           | Spectateurs : 45 500 Arbitrage : Cüneyt Çakır | Spectateurs : 45 500 Arbitrage : Cüneyt Çakır |

| 1 mai 2014 | Juventus | 0 - 0   | Benfica Lisbonne | Juventus Stadium, Turin                           |                                                   |
| 21 h 05    |          | (0 - 0) |                  | Spectateurs : 40 775 Arbitrage : Mark Clattenburg | Spectateurs : 40 775 Arbitrage : Mark Clattenburg |
| 21 h 05    | Rapport  |         |                  | Spectateurs : 40 775 Arbitrage : Mark Clattenburg | Spectateurs : 40 775 Arbitrage : Mark Clattenburg |

## Finale
| 14 mai 2014 | Séville FC                    | 0 - 0 a. p.       | Benfica Lisbonne                  | Juventus Stadium, Turin                      |                                              |
| 20 h 45 CET |                               | (0 - 0)           |                                   | Spectateurs : 33 120 Arbitrage : Felix Brych | Spectateurs : 33 120 Arbitrage : Felix Brych |
| 20 h 45 CET | Rapport                       |                   |                                   | Spectateurs : 33 120 Arbitrage : Felix Brych | Spectateurs : 33 120 Arbitrage : Felix Brych |
| 20 h 45 CET | Bacca · Mbia · Coke · Gameiro | Tirs au but 4 - 2 | Lima · Cardozo · Rodrigo · Luisão | Spectateurs : 33 120 Arbitrage : Felix Brych | Spectateurs : 33 120 Arbitrage : Felix Brych |

| GK                      | 13 | Beto               |     |      |      |
| RB                      | 23 | Coke               | 98e |      |      |
| CB                      | 21 | Nicolás Pareja     |     |      |      |
| CB                      | 2  | Federico Fazio     | 11e |      |      |
| LB                      | 14 | Alberto Moreno     | 13e |      |      |
| DM                      | 40 | Stéphane Mbia      |     |      |      |
| DM                      | 6  | Daniel Carriço     |     |      |      |
| CM                      | 11 | Ivan Rakitić       |     |      |      |
| RW                      | 19 | José Antonio Reyes |     | 78e  |      |
| LW                      | 20 | Vitolo             |     | 110e |      |
| CF                      | 9  | Carlos Bacca       |     |      |      |
| Remplaçants :           |    |                    |     |      |      |
| GK                      | 1  | Javi Varas         |     |      |      |
| DF                      | 3  | Fernando Navarro   |     |      |      |
| DF                      | 5  | Diogo Figueiras    |     | 110e |      |
| MF                      | 7  | Marko Marin        |     | 78e  | 104e |
| MF                      | 12 | Vicente Iborra     |     |      |      |
| MF                      | 15 | Piotr Trochowski   |     |      |      |
| FW                      | 18 | Kevin Gameiro      |     | 104e |      |
| Entraîneur : Unai Emery |    |                    |     |      |      |

| GK                       | 41 | Jan Oblak          |      |      |
| RB                       | 14 | Maxi Pereira       |      |      |
| CB                       | 4  | Luisão             |      |      |
| CB                       | 24 | Ezequiel Garay     |      |      |
| LB                       | 16 | Guilherme Siqueira | 30e  | 99e  |
| DM                       | 6  | Rúben Amorim       |      |      |
| CM                       | 30 | André Gomes        |      |      |
| LM                       | 20 | Nicolás Gaitán     |      | 119e |
| RF                       | 8  | Miralem Sulejmani  |      | 25e  |
| CF                       | 11 | Lima               |      |      |
| LF                       | 19 | Rodrigo            |      |      |
| Remplaçants :            |    |                    |      |      |
| GK                       | 1  | Artur              |      |      |
| DF                       | 3  | Steven Vitória     |      |      |
| DF                       | 33 | Jardel             |      |      |
| MF                       | 10 | Filip Đuričić      |      |      |
| MF                       | 34 | André Almeida      | 100e | 25e  |
| FW                       | 7  | Óscar Cardozo      |      | 99e  |
| FW                       | 90 | Ivan Cavaleiro     |      | 119e |
| Entraîneur : Jorge Jesus |    |                    |      |      |